# Sandra Schumacher
Sandra Schumacher (Colònia, Rin del Nord-Westfàlia, 25 de desembre de 1966) va ser una ciclista alemanya.
Del seu palmarès destaca sobretot la medalla de bronze als Jocs Olímpics de Los Angeles en la prova de ruta, i el mateix metall als Campionats del món en ruta de Giavera del Montello.
Després de casar-se també se l'ha conegut com a Sandra Kratz-Schumacher.

## Palmarès en ruta
- 1983
  - 1a al Postgiro
- 1984
  -  Medalla de bronze als Jocs Olímpics de Los Angeles en Ruta
  -  Campiona d'Alemanya en ruta
- 1985
  -  Campiona d'Alemanya en ruta
  - 1a al Tour de Berna
  - Vencedora d'una etapa al Postgiro
  - Vencedora d'una etapa del Coors Classic
- 1993
  - 1a al Tour de Feminin-Krásná Lípa i vencedora de 3 etapes

## Palmarès en pista
- 1984
  -  Campiona d'Alemanya en persecució
- 1988
  -  Campiona d'Alemanya en persecució